# Lačna Gora
Lačna Gora este o localitate din comuna Oplotnica, Slovenia, cu o populație de 167 de locuitori.